# Friedrich Hiller von Gaertringen
Friedrich Wilhelm Hiller von Gaertringen, född den 3 augusti 1864 i Berlin, död den 25 oktober 1947 i Thurnau, Oberfranken, var en tysk friherre, arkeolog och epigrafiker.
Hiller von Gaertringen företog sedan 1890 åtskilliga forskningsresor och utgrävningar i Grekland och Mindre Asien, särskilt på öarna i Egeiska havet. 
Hans främsta verk är den på egen bekostnad företagna utgrävningen och allsidiga utforskningen av det gamla Thera, för vilken han redogjorde i Thera. Untersuchungen, Vermessungen und Ausgrabungen in den Jahren 1895–1902 (4 band, 1899–1904). 
Han utgav flera delar av Berlinakademiens samlingsverk "Inscriptiones Græcæ", vidare Inschriften von Priene samt en mängd smärre uppsatser i olika tidskrifter. År 1904 blev Hiller von Gaertringen föreståndare för Berlinakademiens grekiska inskriftsarkiv och 1918 professor vid universitetet i Berlin.